# Orthostichopsis scaberula
Orthostichopsis scaberula är en bladmossart som beskrevs av Fleischer in Renauld 1904. Orthostichopsis scaberula ingår i släktet Orthostichopsis och familjen Pterobryaceae. Inga underarter finns listade i Catalogue of Life.